# جيرالد كوهين
جيرالد ألان «جيري» كوهين, (14 أبريل 1941 - 5 أغسطس 2009) كان فيلسوف سياسي ماركسي، ولد في عائلى يهودية شيوعية في مونتريال كندا. ودرس في جامعة مكفيل في كندا، ثم حصل على الدكتوراة من جامعة أوكسفورد حيث درس له أشعيا برلين وجيلبرت رايلي.

## الأعمال
- نظرية كارل ماركس للتاريخ : الدفاع(1978, 2000)
- التاريخ، العمالة، والحرية (1988)
- الملكية الذاتية، الحرية والمساواة (1995)
- إذا كنت من المساواتيين، فكيف إذن أنت غني جدا؟ (2000)
- إنقاذ العدالة والمساواة (2008)
- لماذا ليست الاشتراكية؟ (2011)